# Камени мост у Ивањици
Камени мост у Ивањици, подигнут је почетком 20. века.
Мост је финансиран државним средствима, по пројекту инжењера Миленка Турудића, док је изградња је поверена познатом Ивањичанину, Благоју Луковићу. Грађен је системом клинова, од клесаног камена из мајдана у Рашчићима. По предању се тврди да је у везивни материјал за градњу моста, утрошено 30.000 јаја. Дужина лука који спаја две обале Моравице, дуг је 24 метара и сматра се да је то најдужи једнолучни камени мост са равном нивелетом на Балкану (Мостарски је дужи – 29 метара, али нема равну нивелету).
У току изградње догодила се и несрећа, 13. септембра 1905. године погинула два радника док су четворица повређена. Један од погинулих био је италијански мајстор Јован Поло, а други Србин Вукадин Мутавџић из Сеништа. Њихов заједнички споменик се налази на Ивањичком гробљу. Мост је завршен у јесен 1906. године. 